# Modélisation tridimensionnelle

Modélisation 3D d'une partie d'une fermeture éclair.

La modélisation tridimensionnelle est l'étape en infographie tridimensionnelle qui consiste à créer, dans un logiciel de modélisation tridimensionnelle, un objet en trois dimensions, par ajout, soustraction et modifications de ses constituants.
La révolution consiste à faire tourner un profil 2D autour d'un axe 3D : on obtient ainsi un volume de révolution.
C'est la technique majoritairement utilisée dans le jeu vidéo et le cinéma d'animation. La modélisation polygonale induit une marge d'erreur de proportions et de dimensions le plus souvent invisible à l'œil nu. Dans le cinéma d'animation, les modèles 3D organiques sont le plus souvent lissés. Le lissage consiste à subdiviser un maillage (une itération correspond à une subdivision de chaque arête, soit dans le cas de face à quatre côtés, une subdivision en quatre faces) et arrondir les faces obtenues selon différents algorithmes, afin de gommer l'effet anguleux des modèles obtenus par modélisation polygonale.

## Modélisation à partir d'exemples
Les méthodes de modélisation à partir d'exemples permettent de réutiliser des modèles existants, et de construire un modèle existant par assemblage. Contrairement à la géométrie de construction de solides, les primitives ne sont pas des objets géométriques simples (cône, cylindre, cube, etc.) mais des sous-partie de polyèdres. Le résultat final est donc un polyèdre, et la surface ainsi obtenue peut être une variété, ou non. 
Les méthodes de modélisation à partir d'exemples font appel à des algorithmes de recherche au sein d'une base de données de modèle 3D et d'assemblage de maillage. Deux types d'usage peuvent être considérés : 
- Suggestion de segments à ajouter à un modèle en cours de création
- Remplacement d'une partie existante par une autre géométriquement ou fonctionnellement similaire

Les mécanismes de recherche dans la base de données peuvent être faites à partir de mots-clés, d'esquisse 2D ou de maillages 3D. 

## Modélisation par courbes (NURBS)
La modélisation par NURBS (Non uniform rational basic spline/Spline basique rationnelle non uniforme) consiste en un réseau de courbes créé grâce à des points de contrôle (control vertices). L'interpolation des courbes entre ces points peut se faire automatiquement selon un algorithme NURBS, par la manipulation de tangentes de courbe de Bézier, ou encore par modification des paramètres d'interpolation.
La modélisation par courbe se base sur un maillage adaptatif, conçu pour adapter ses subdivisions à la complexité des courbes dans une région donnée. Une surface parfaitement plane aura un nombre de subdivision très faible ou nul. C'est la technique de modélisation la plus précise. C'est la raison pour laquelle elle est massivement utilisée en architecture et en CAO industrielle, lorsque le souci de précision prime (notamment lorsque les modèles 3D servent de référence pour les machines-outils).

## Modélisation par subdivision de surface
Cette méthode regroupe un peu des deux méthodes classiques (polygonale et NURBS). Elle consiste à accélérer le processus grâce à la subdivision automatique d'une partie de la surface. Ceci permet d'ajouter des détails à certains endroits uniquement, sans se soucier du nombre de faces comprises sur la globalité de l'objet.
Elle se rapproche de la modélisation polygonale par les techniques employées lors de la création de la forme, et de la modélisation par NURBS en ce qui concerne le rendu de la surface, c’est-à-dire son arrondi.
Elle est présente dans de nombreux logiciels professionnels (Blender, Maya, 3ds Max, Lightwave, Softimage, Modo…).

## Modélisation par géométries
La modélisation par géométries est un procédé faisant appel à la combinaison de formes géométriques simples (cylindres, cubes...) par opérations booléennes (union, intersection, soustraction).

## Modélisation paramétrique
La modélisation paramétrique est le mode de fonctionnement privilégié des logiciels de CAO industriels actuels. Il s'agit de définir une entité par des paramètres qui peuvent être modifiés facilement. De cette façon, on change aisément la définition de la pièce.
Les paramètres peuvent être de plusieurs types : intrinsèques (longueurs, angles), cartésiens (coordonnées par rapport à un repère), situationnels (distance, angle entre 2 éléments)

## Usage et application des modèles tridimensionnels
Les modèles tridimensionnels sont utilisés dans plusieurs domaines scientifiques. Ils permettent la visualisation de phénomènes, d’objets, d’analyses ou autre. Ils sont utilisés lors de la conception afin de réaliser des représentations en 3 dimensions ou pour faciliter la prise de décision. Le modèle n’est pas toujours une représentation complète de la réalité. Il simplifie une idée ou un phénomène étudié, que ce soit en l’isolant ou en faisant abstraction d’autres facteurs.
L’utilisation de modèles est fréquente lors de la conception, mais leur contexte et leur contenu doit être correctement expliqué et compris afin de ne pas mal les interpréter. Pour bien comprendre un modèle, il faut connaitre sa nature, sa relation à la réalité et son but, autrement celui-ci deviendrait obsolète. Il faut donc s’assurer qu’un modèle soit bien compris et complet avant de l’utiliser. 
Les modèles jouent un rôle essentiel au sein de diverses sous-communautés de la sphère scientifique, y compris dans les domaines de la recherche fondamentale, de la conception technologique, et bien d'autres applications pratiques. Un sujet fréquemment débattu parmi les scientifiques concerne la manière dont ces modèles correspondent ou représentent le système réel qu'ils visent à simuler ou à comprendre. À ce sujet, il existe principalement deux écoles de pensée.
1. Le modèle comme représentation : dans ce cas de figure, le modèle agit comme une représentation indirecte du phénomène et non pas une description[3]. Le modèle est complet et suffit à représenter le système ciblé sans pour autant être vrai ou faux, il n’est que "représentation indirecte"[3]. Il existe différents types de représentations propres à chaque but recherché. La plus adaptée dépend du public visé. On peut voir les modèles comme “un jeu de paraître”[4], les modèles simplifient et idéalisent la réalité sans pour autant en être déconnecté, même si le lien n’est pas toujours évident au premier abord.
2. Le modèle comme véhicule épistémique : l’argument principal est que la représentation à elle seule ne suffit pas à la compréhension d’un modèle. Les modèles "sont construits par des moyens de représentation spécifiques et sont contraints [de] faciliter l'étude de certaines questions scientifiques, et [nous] apprenons [...] d'eux par le biais de la construction et de la manipulation"[5] Morgan et Morrison voient le “modèle comme un médiateur”[6]. Cette  compréhension de la relation a été beaucoup critiqué par la communauté scientifique[6]. Les modèles sont décrits comme "des agents autonomes en ce sens qu'ils « (1) [...] fonctionnent d'une manière qui est partiellement indépendante de la théorie et (2) dans de nombreux cas [...] sont construits avec une dépendance minimale à l'égard de la théorie de haut niveau ) par Morgan and Morrisson"[6]. Dans leur vision, les modèles sont des outils qui aident à la compréhension du monde et des théories scientifiques. Les modèles sont décrits comme autodépendants sur le plan de la construction et du fonctionnement[7].

Ces deux perspectives dans le monde des sciences sur la relation entre les modèles et leur système ciblé varient en fonction de leur application et de leur émetteur. 
Ils sont beaucoup utilisés, notamment dans le “engineering design”et la “design research”, c’est-à-dire la conception et le design dans le milieu de l'ingénierie. Ils jouent un rôle d’aide à la prise de décision.

## Les modèles et ses types comme atout de conception technique
Claudia Eckert, une informaticienne allemande et membre de l'académie allemande des sciences et de la technologie, et Rafaela Hillerbrand, une physicienne allemande et directrice adjointe d'un groupe de recherche "philosophy of engineering, Technology Assessment, and science" écrivent un essai : "Models in Engineering Design as Decision-Making Aids"sur le rôle des modèles tridimensionnels dans l'aide au processus de prise de décision. Elles prennent l’exemple d’un kayak pour présenter l’usage d’un modèle dans la conception d’un projet. Les modèles permettent de proposer différentes choses facilement et la diversité de leurs applications permet une adaptation adéquate pour chaque cas de figure. Une étude des fluides, du design, de la spatialité de l’objet et plein d’autres aspects encore sont rendus disponibles grâce à l’étude d’un même modèle. Dans le cas du kayak, un modèle paramétrique a été réalisé ce qui permet la variation directe de la forme, taille et autre. L’étude et la création du kayak final a été rendu possible grâce à l’itération du modèle et à son évolution jusqu'à remplir les conditions désirées. Elles présentent quatre types de “pièces” utilisés pour la création de modèles.
1. Les “reused components”[11] ( composantes réutilisées ): Ce sont des objets, parties ou autres qui ont déjà été testé et approuvé et qui proviennent en général d’un tiers. Ils doivent être remis correctement dans le contexte du nouveau modèle[11]. Les composantes sont complètes et précises.
2. Les “adapted components”[11]( composantes adaptées ) : Ce sont des objets préexistants qui sont modifiés pour s’accorder au but du nouveau modèle[11].
3. Les “new components”[11]( nouvelles composantes ): Ce sont des objets créés de zéro explicitement pour ce modèle, mais dont l’aspect technique et la faisabilité est connue.
4. Les “innovative components”[11]( composantes innovatives ) : Ce sont aussi des objets nouveaux mais qui cette fois-ci proposent des solutions novatrices, ils n’ont pas encore été testé et ils sont le fruit de recherches et d’innovations.

Tous les modèles utilisent certaines de ces quatre types de pièces ou toutes.
L’avantage des modèles réside dans leur manipulation facile et adaptable en tout moment à diverses situations. Ils permettent l’étude d’un grand nombre de cas de figure afin de prendre le maximum d'intérêts, qu'il soit sociaux comme techniques, en compte.
Les modèles permettent aussi une pluralité de propositions à un moindre coût, ce qui facilite et enrichit le processus de la conception et permet une plus grande diversité de cas d'analyses et la prise en considération de nombreux facteurs. Ils offrent la possibilité de développer chaque option de la meilleure manière possible et d’opter pour la meilleure solution. 
Ils jouent donc un rôle important dans la conception grâce à leur pluralité de propositions, ce qui permet une prise en considération des aspects sociaux, économiques, techniques et sociétaux. La diversité des cas de figures garantit que le projet sera réalisé de la meilleure manière en considérant le plus de facteurs.
Cependant, malgré les nombreux avantages de la modélisation tridimensionnelle, son aspect irréel/immatériel fait qu’il peut parfois être trop différent de la réalité. Il faut savoir ce que l’on regarde, ce que l’on veut montrer, ce qui est intéressant à tirer de ce modèle particulier et si ce modèle est un produit fini ou un prototype. Sa nature et sa relation à la réalité sont donc primordiales afin de bien le comprendre et de bien l'utiliser.
Bien utilisé c’est un véritable atout pour la conception, le design, la prise de décision et in fine, la réalisation globale d’un projet.
Les modèles peuvent aussi servir comme une aide à la conception sur le plan social et collectif . La prise de décision lors de la réalisation des projets est souvent le lieu de rencontre de différents domaines. Les modèles permettent la collaboration et une compréhension facilitée entre ceux-ci, ils agissent comme un langage commun. Ils permettent de visualiser les concepts, facilitant ainsi le dépassement des barrières linguistiques et des spécificités des domaines de connaissances, ce qui peut simplifier la prise de décisions et améliorer le processus de conception du projet. Toutefois, cette méthode n'est pas sans risques : elle peut parfois conduire à des malentendus ou des interprétations erronées, en particulier lorsque les visualisations ne sont pas adaptées au niveau de connaissance ou aux attentes des différents publics impliqués. Par exemple, pour un ingénieur qui doit expliquer la réalisation d’un pont à un maître d’ouvrage, la représentation du modèle 3D pourra faciliter la compréhension de l’aspect visuel de ce pont et de la technique utilisée mais ce modèle doit être bien expliqué pour ne pas être mal interprété. De plus, la manipulation et modification rapide des modèles permet la prise de décision en direct et une évolution plus rapide du projet.

### Les modèles du point de vue de la philosophie des sciences
Les modèles tridimensionnels peuvent jouer un rôle important dans la prise de décision lors de la conception. Leurs différentes compréhensions, en tant que véhicule épistémique ou comme représentation, affectent leurs utilisations et applications. Ils posent des questions sur la vérité, la représentation et l'approximation dans la modélisation. Cette réflexion est essentielle pour comprendre comment les créateurs de ces modèles conceptualisent, développent et valident leurs conceptions à travers des modèles qui ne sont pas toujours parfaitement alignés avec la réalité. Ces modèles changent notre rapport avec les avancées scientifiques et facilitent l’accès à celles-ci qu'importe le milieu de provenance.

## Quelques logiciels de modélisation tridimensionnelle
- 3D Turbo
- 3DReshaper
- Art of Illusion
- Logiciels Autodesk
  - 3D Studio Max 
  - FUSION 360
  - Alias Products
  - Maya
  - XSI
  - Mudbox
- Blender
- Cinema 4D
- Daz3D
- Logiciels Dassault Systèmes
  - SolidWorks
  - CATIA
- CADDS
- FreeCAD
- formZ
- Hexagon
- HyperMesh
- Intericad
- Lightwave
- Modo
- pro/Engineer
- Rhinoceros 3D
- Logiciels Trimble[12]
  - Sketchup
  - Tekla Structures
- Solid Edge ST
- Wings 3D
- ZBrush
- pCon.planner